# Azélastine
L'azélastine est une substance chimique et un médicament de la famille des phthalazinones qui possède des propriétés antihistaminiques H1 et bronchodilatatrices. C'est une molécule utilisée dans le traitement de l'allergie et de l'asthme. Elle est commercialisée en France avec la spécialité Allergodil.